# 瓦京湖
瓦京湖（德語：Waginger See），是德國的湖泊，位於該國東南部，由巴伐利亞負責管轄，長6.6公里、寬1.8公里，面積6.6平方公里，海拔高度442米，平均水深13.7米，最大水深27米，水體容量9,040萬立方米。